# 居尔斯
居尔斯（法語：Gurs，法語發音：[ɡyʁs]）是法国大西洋比利牛斯省的一个市镇，位于该省中部，属于奥洛龙-圣玛丽区。这里曾建有居尔斯集中营。

## 地理
居尔斯（43°17'14"N, 0°45'13"W）面积10.96 平方千米，位于法国新阿基坦大区大西洋比利牛斯省，该省份为法国东南部省份，涵盖了贝阿恩与北巴斯克，西临大西洋比斯開灣，北至朗德省，东北接热尔省，东临上比利牛斯省，南与西班牙接壤。
与居尔斯接壤的市镇（或旧市镇、城区）包括：多尼昂、洛皮塔勒圣布莱斯、雅斯、蒙卡约勒-拉罗里-芒迪比约、普雷沙克若斯拜、叙斯。
居尔斯的时区为UTC+01:00、UTC+02:00（夏令时）。

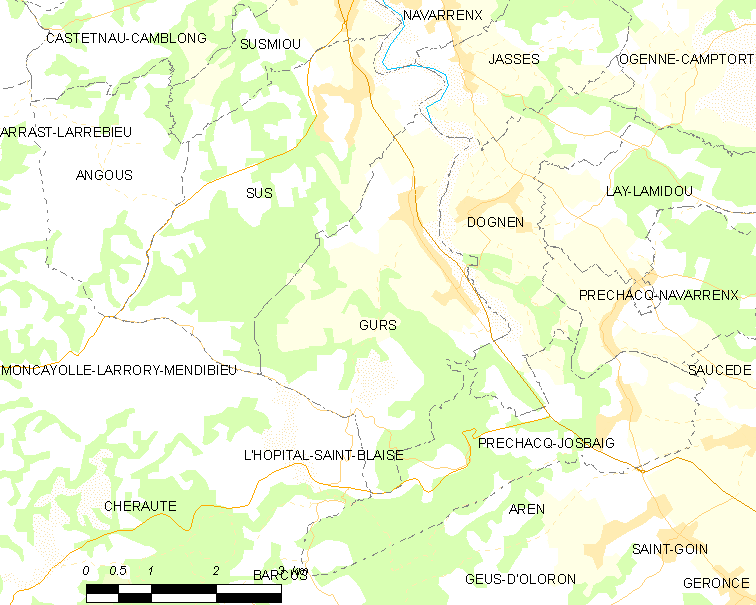
居尔斯的OSM定位图

## 行政
居尔斯的邮政编码为64190，INSEE市镇编码为64253。

## 政治
居尔斯所属的省级选区为贝阿恩中心县。

## 人口

1962-2008年间居尔斯人口变化图示

居尔斯于2022年1月1日时的人口数量为418人。